# 双叉侧柄菌属
双叉侧柄菌属（学名：Dichopleuropus）是茸瑚菌科下的一个属。

## 下属物种
本属包括以下物种：
- 匙形双叉侧柄菌 Dichopleuropus spathulatus D.A.Reid, 1965